# Tom Burton
Thomas Michael „Tom“ Burton, AOM (* 27. Juni 1990 in Sydney) ist ein australischer Segler.

## Erfolge
Tom Burton konnte sich in der Vorbereitung für die Olympischen Sommerspiele 2012 in London nicht gegen Tom Slingsby durchsetzen und kam somit erst 2016 in Rio de Janeiro in der Bootsklasse Laser zu seiner ersten Olympiateilnahme. Vor dem abschließenden medal race lag er auf zweiter Position hinter Tonči Stipanović, der mit zehn Punkten Vorsprung auf Burton ins Rennen ging. Stipanović erreichte jedoch nur den neunten Rang, während Burton Dritter wurde. Damit überholte er Stipanović noch und wurde Olympiasieger. Bei Weltmeisterschaften gewann er 2014 in Santander und 2017 in Split in dieser Bootsklasse jeweils die Silbermedaille, 2015 sicherte er sich in Kingston Bronze. 2019 gelang ihm in Sakaiminato schließlich der Titelgewinn.
Für seinen Olympiaerfolg erhielt Burton 2017 die Australia Order Medal.